# ميتوتويو
ميتوتويو (باليابانية: 株式会社ミツトヨ) هي شركة يابانية مصنعة لأدوات ومعدات القياس مثل المساميك الورنيّة والميكرومتر، وهي واحدة من أشهر شركات علم القياس عالمياً. يقع مقرها الرئيسي في تاكاتسو كو، كاواساكي بمحافظة كاناغاوا، اليابان.

## تاريخ
تأسست عام 1934 بواسطة يهان نوماتا، وحينئذ كانت الشركة تنتج أدوات الميكرومتر. وكانت الشركة تطمح بابتكار أفضل ميكرومتر ميكانيكي عالمياً. وفي الوقت ذاته صنعوا كميات تجعل الميكرومترات رخيصة الثمن لتتوفر لدى كلّ مستخدم حتى يتمكنوا من تحسين نوعية المنتجات. هذه الفلسفة توسّعت في العقود القادمة لتتضمن عروض أفضل للمنتجات. ركّزت ميتوتويو على خلق ميكرومترات أكثر تقدما، بالإضافة إلى المساميك، والمؤشرات، وأدوات القياس الأخرى في العالم. في عام 1936 أسست الشركة مصنعاً في كاماتا، وكان اسمه مصنع ميتويو. في 1940 أسست مصنع ميزو نو كوتشي في تاكاتسو كو، كاواساكي بمحافظة كاناغاوا. في عام 1944 افتتحت مصنع يوتسونوميا. أغلق مصنع كاماتا عام 1945 بسبب الحرب. في عام 1947 افتتح مختبر في هيروشيما.
أصبحت التقنية الإلكترونية واسعة الانتشار بشكل كبير في السبعينات، فبدأت بعرض آلات قياس أكثر حسّاسية وتعقيدا، من ضمن ذلك المقارنات البصرية، وأجهزة قياس الشكل، ومكائن القياس المنسّقة. عندما وجد الحاسوب طريقه إلى حقل علم القياس، حوّلت ميتوتويو تركيزها ثانية لتتضمن هذه التقنيات عروضاً أفضل، ودفع قياس الدقة إلى مدى الميكرون الثانوي. شركة ميتوتويو أمريكا تأسست في 1963 ومقرها أورورا، إلينوي، الولايات المتحدة الأمريكية.

## وصلات خارجية
- الموقع الرسمي